# Beatriz Melano
Beatriz Elena Melano Laguardia, conocida como Beatriz Melano (Buenos Aires, 20 de octubre de 1931 - Montevideo, 29 de mayo de 2004) fue una teóloga protestante argentina. Fue la primera mujer protestante de Latinoamérica en obtener un doctorado en teología, lo que permitió sentar las bases para futuras teólogas y teólogas latinoamericanas. Contribuyó a impulsar una teología feminista y de la liberación latinoamericana. Su influencia como teóloga se extendió más allá de Latinoamérica, a Estados Unidos y Europa.

## Vida
Beatriz Elena Melano nació el 20 de octubre de 1931 en Buenos Aires, Argentina. Su madre, María Luisa Laguardia, era una dentista uruguaya y su padre, Giuseppe Melano, trabajaba como publicista para una tabacalera. De niña, Melano ayudó a su madre en su trabajo y en la feligresía de una iglesia bautista en Buenos Aires. Mientras estudiaba en el Seminario Teológico de Princeton, conoció a su esposo, Richard Arden Couch (ministro presbiteriano). La pareja se casó el 6 de junio de 1957. Melano y Couch aceptaron puestos docentes en el Seminario Unión de Buenos Aires en 1959. Melano tuvo tres hijos: dos niñas, Ana Gabriela (fallecida) y Johanna Ruth, y un niño, Marcos José. La pareja se divorció posteriormente.
En el año 1997 decide mudarse a la residencia familiar en Montevideo, donde moriría el 29 de mayo de 2004.

## Educación
En 1950, Melano obtuvo el título de maestra en la Escuela Normal Nacional de Lomas de Zamora en el gran Buenos Aires. Posteriormente, obtuvo varios títulos en instituciones de Europa, Norteamérica y Argentina. En 1955, se licenció en Lenguas Modernas en el Tift College de Georgia. Dos años más tarde, en 1957, se graduó en el Seminario Teológico de Princeton tras estudiar Educación Cristiana y Teología. Mientras estudiaba en el Seminario Unión, en 1964, realizó prácticas clínicas pastorales en el Hospital Presbiteriano de Nueva York. En 1970, bajo la dirección de Jorge Luis Borges, Melano completó su tesis titulada "La Problemática de la Salvación en O'Neill" para obtener el título en Literatura Moderna en la Universidad de Buenos Aires. Finalmente, en 1975 obtuvo su doctorado en Estrasburgo, Francia, bajo la dirección de Roger Mehl. Su tesis se centró en la hermenéutica de Paul Ricouer. Su tesis luego la publicaría como libro con el título “Hermenéutica Metódica”.
Melano trabajó como profesora en el Instituto Superior Evangélico de Estudios Teológicos (ISEDET) de Buenos Aires. Durante su estancia allí, fundó y dirigió el Departamento de Educación Cristiana del instituto. En la década de 1960, participó en iniciativas para visibilizar a las mujeres religiosas de Bolivia, Uruguay y México. También trabajó para unir a mujeres católicas y protestantes en apoyo de la teología feminista. Melano fue miembro fundadora de Iglesia y Sociedad en América Latina (ISAL), un grupo que trabajaba ecuménicamente para abordar las desigualdades sociales.
En 1963, fue una de las treinta y tres mujeres que asistieron a la II Conferencia Evangélica Latinoamericana (CELA) en Lima, Perú, en 1961; donde comenzó a reflexionar sobre la necesidad de que las iglesias en América Latina trabajaran por el cambio social. En 1963, Melano participó en el Encuentro de Mujeres Presbiterianas de América del Norte y Reformadas de América Latina. Su labor en defensa de los derechos humanos y la teología feminista de la liberación se refleja en su participación en la IV Comisión del Consejo Mundial de Iglesias y la Asamblea Permanente de Derechos Humanos de Argentina. Melano escribió y participó como ponente en congresos y reuniones sobre una amplia gama de temas, entre ellos: interpretación bíblica, educación cristiana, psicología pastoral, evangelización, ecumenismo, misión de la Iglesia, teología sistemática, teología de la liberación, ética, teología feminista, teología negra, estudios religiosos y hermenéutica.
En 1976, fue invitada a Tanzania para participar en el Diálogo Ecuménico de Teólogos del Tercer Mundo sobre el tema "Teología de la Liberación y la Misión de la Iglesia en América Latina". Fue la única mujer argentina en asistir a la conferencia que sentó las bases para la fundación de la Asociación Ecuménica de Teólogos del Tercer Mundo (EATWOT). Ese mismo año, el reverendo Emilio Castro la invitó a participar en una conferencia titulada "El rol de la mujer en la Iglesia y en la sociedad" para la Unidad Evangélica Latinoamericana (UNELAM). En su presentación, titulada "El hombre y la mujer en la misión de Dios", Melano afirmó que el proceso teológico de humanización podía entenderse como "hacerse carne del otro". En otras palabras, creía que al identificarse con el otro, los seres humanos son más capaces de tener una conciencia crítica y un conocimiento que contribuiría al cuidado de todas las personas. En 1979, Melano asistió a "El Encuentro Inicial México", una reunión que buscaba reunir a mujeres religiosas de toda Latinoamérica para abogar por la inclusión de las perspectivas de las mujeres en la teología de la liberación. Otras participantes clave en la reunión fueron: Elsa Támez, Ofelia Ortega, María Pilar Aquino y Leonor Aída Concha. En la década de 1980, Melano participó en el Centro de Estudios de Derecho Social de Buenos Aires, un grupo ecuménico que se reunía periódicamente para defender los derechos humanos. Melano se jubiló del ISEDET en 1998.

## Influencia
Melano contribuyó al desarrollo de la Teología de la Liberación en Latinoamérica y aportó perspectivas feministas y protestantes. Según Marcella Althaus-Reid, Melano acuñó el término "teología pertinente" (precursor de la teología de la liberación). Melano imaginó una teología profética, ecuménica y opuesta a la violencia sistémica. Su objetivo era practicar una "teología en marcha", es decir, una teología que trabajara por la liberación de los oprimidos en términos concretos. Propuso nuevas formas de hablar sobre la interpretación que rescatarían la "imagen de Dios" (expresada en toda la humanidad) del patriarcado. Su erudición teológica defendió la importancia de priorizar la comprensión de las cuestiones sociales y culturales, incluyendo la raza y el género, en la interpretación bíblica. Por ejemplo, en su obra "El hombre y la mujer en la misión de Dios", Melano interpretó los conceptos bíblicos de "una sola carne" y "el sacerdocio de todos los creyentes" como correctivos a los roles laborales separados y diferenciados por género. Asimismo, argumentó que el concepto cristiano de salvación se ejemplificaba en la liberación de los pueblos oprimidos.
En su libro, La mujer y la Iglesia (1973), Melano recopiló sus conferencias del Segundo Encuentro Ecuménico Ibérico de Mujeres en Madrid (1971). En estas conferencias, y en otros lugares, argumentó que la plena inclusión de las mujeres permitiría a la iglesia abordar mejor las desigualdades sociales. Esperaba que este argumento inspirara a las mujeres de toda Latinoamérica. Aun así, aunque la obra de Melano fue más influyente en Estados Unidos y Europa, fue ampliamente ignorada por los teólogos latinoamericanos.
En la reunión de "Profesoras de Teología" de 1994, Melano fue reconocida como la primera profesora de teología en Latinoamérica y una académica de referencia que abrió las puertas a otras mujeres latinoamericanas en su campo. Ese mismo año, la editora de la revista Vida y Pensamiento comentó en el prefacio editorial que la labor de Melano impulsó a otras mujeres latinoamericanas a convertirse en educadoras.
Su labor como educadora y académica continúa influyendo en otras. En 2009, Mercedes L. García Bachmann describió a Melano como "una amazona del universo de la teología protestante en la segunda mitad del siglo XX".

## Obras destacadas
- “El hombre y la mujer en la misión de Dios.” En El rol de la mujer en la Iglesia y sociedad, editado por Emilio Castro, 75–91. Montevideo: UNELAM, 1968.
- La mujer y la Iglesia. Buenos Aires: El Escudo, 1973.
- “La teología, el lenguaje masculino y el rol de la mujer, sus implicaciones en las comunicaciones.” En Mujer latinoamericana, Iglesia y teología, editado por  Guadalupe Abdó, Olga Rivera, Victoria Reyes, et al. Ciudad de México: Mujeres para el Diálogo, 1979.
- Hermenéutica metódica: teoría de la interpretación según Paul Ricoeur. Buenos Aires: Docencia, 1983.
- “Hermenéutica feminista. El papel de la mujer y sus implicaciones.” Vida y Pensamiento 14, no. 1: 15–33, 1994.